# 韓日將
韓日將（16世紀—17世紀），字晉陽，浙江紹興府蕭山縣人，明朝、南明政治人物。

## 生平
韓日將在天啟元年（1621年）中舉人，崇禎十三年（1640年）登進士。授江西吉安府推官，任內清理冤獄，打擊惡人。某天夜半，有賊人潛入其家，見其仍在坐著讀書，因而受驚逃走。
隆武時，韓日將和胡接輝、倪義、戴兆、萬霈圻等在都察院共事，任湖廣道監察御史。福京失陷後歸里，以壽終。

## 家族
祖父韓振强，字養和。父韓存心。